# Корсак Костянтин Віталійович
Корсак Костянтин Віталійович (23.04.1942, Волинь, Україна) — кандидат фізико-математичних наук, доктор філософських наук. Професор.

## Біографія
Народився 23 квітня 1942 року у селі Владинопіль (Ладинь) Любомльського району Волинської області в українській родині сільських ремісників.
В 1958 закінчив середню школу села Овадне Володимир-Волинського району Волинської області зі срібною медаллю). Успішно склав іспити у Львівський політехнічний інститут, але не був зарахований через правило «80 % місць для стажників», тому витратив два роки для трудового вдосконалення до рівня 5-го розряду з токарної справи (трудовий стаж — з 1958 р.).
В 1960 році вступив на фізичний факультет Київського державного університету імені Т. Г. Шевченка
В 1965).Отримав диплом фізика-теоретика з відзнакою Р № 992 321 від 19. 07.1965 р.
З 1965 по 1968 роки Аспірант фізичного факультету КДУ. 
З 1970 p.Кандидат фізико-математичних наук.  
В 1970 р.захистив  дисертацію у спеціалізованій раді в Київському університеті імені Т. Г. Шевченка .
Ще під час навчання в аспірантурі розпочав викладання фізики у Республіканській фізико-математичній школі при КДУ, сьогодні — Український фізико-математичний ліцей КНУ ім. Т. Шевченка, успішно готуючи наукову зміну у цій та інших фізико-математичних школах (зокрема, у СШ № 145 м. Києва, у заочній ФМШ України та ін.). В КДУ ім. Т. Г. Шевченка був призначений деканом фізичного факультету Народного університету і розробив багато оригінального навчального матеріалу для цієї громадської навчальної установи. Входив у склад Республіканської методичної комісії з фізики.
З 1979 по 1983 р. був у відрядженні і викладав точні науки (фізику, опір матеріалів, деталі машин та ін.) у вищих навчальних закладах Алжирської народно-демократичної республіки.
В 1991 році Після відновлення незалежності України на громадських засадах допомагав інформацією про світову освітню сферу міністру Петру Таланчуку.З 1992 по 1994 р. за його дорученням був неофіційним представником України в Комітеті з освіти Ради Європи.
1968—1995 — викладач фізики і науковий працівник Київського державного університету імені Т. Г. Шевченка.
У 1993—1997 роках брав участь у становленні Національного університету «Києво-Могилянська Академія». Вчене звання доцента кафедри екології цього закладу присвоєно рішенням Атестаційної колегії від 26. 07. 1997 p., протокол № 9(99) ; атестат ДЦ АР № 000 917).
З 1993 по 1999 р. співпрацював з Міжрегіональною академією управління персоналом, виконуючи функції наукового консультанта, виконавчого директора і директора Нострифікаційного комітету Міжнародної кадрової академії при МАУП, отримав диплом професора МАУП.[джерело?]
З 2000 р. — завідувач відділу теорії та методології природничої та інженерної освіти Інституту вищої освіти НАПН України (наказ № 13-К від 6 січня 2000 р.).
З 2006 р. Доктор філософських наук. Захистив дисертацію у спеціалізованій раді Д 26. 456. 01 в Інституті вищої освіти НАПН України за спеціальністю 09.00.10 «філософія освіти». Професор (науковий), спеціальність 13.00.01 — загальна педагогіка та історія педагогіки), рішення Вченої ради ІВО НАПН України.
За період 2000—2014 років підготував 10 кандидатів педагогічних наук, мав понад 550наукових публікацій з багатьох наук і секторів досліджень. Відкрив ноотехнології  і започаткував сферу виникнення і розвитку ноонаук.
У даний момент співробітник Кафедри гуманітарних дисциплін, мов та фізичного виховання Київського медичного університету УАНМ

## Наукова робота
Стаж наукової і викладацької роботи — понад 45 років у кількох ВНЗ України та Алжиру. Викладав дисципліни з багатьох наук: фізика теоретична і загальна, екологія, безпека життєдіяльності, порівняльна педагогіка, філософські проблеми сучасності та ін. Автор понад 800 наукових та навчально-методичних праць - книги, брошури і статті  з багатьох наук в Україні і за кордоном. Чимало винаходів (головний — поняття « ноотехнології» та інші подібні)
Має  Свідоцтво на реєстрацію авторського права на твір Корсак К. В., Корсак Ю. К. «Нооглоссарій (Нооенциклопедія)». № 55840. 30.07.2014 р. — К.: Державна служба інтелектуальної власності України, 2014

### Основні публікації

#### Підручники
- Корсак К. В. «Електростатика». — К.: Вища шк., 1972.
- Корсак К. В. Методичні вказівки до розділу «Механіка неінерціальних систем відліку» у курсі фізики вузів і до самостійної роботи студентів над ними. — К.: НМК ВО, 1990.
- Корсак К. В. «Фізика. Письмовий екзамен» [Архівовано 20 грудня 2016 у Wayback Machine.] (навч. пос. для підг. відділень ВНЗ України). — К.: Либідь, (три видання 1993—1994).
- Корсак К. В. «ФІЗИКА. 25 повторювальних лекцій»[недоступне посилання з серпня 2019] (навч. посібник для підготовчих відділень закладів вищої освіти і для самоосвіти). — К.:Вища школа, 1994.
- Korsak K. «Ukraine: Systeme of Higher Education» (for «Student Handbook. A directory of courses and institutions in higher education for countries not members of the European Union», Council of Europe Press) — Council of Europe, 1996.
- «Стан освітньої системи України» / Корсак К. В. — К.: Міжн. фонд «Відродж.», 1999.
- «Основи сучасної екології [Архівовано 19 листопада 2016 у Wayback Machine.]»: Навч. посіб. (шість видань 1998—2009 рр.)
- Корсак К. В. «Вчимо механіку на уроках і вдома»: Збірник текстових і графічних задач. — Харків: Вид.-во «Ранок»: Веста, 2003.
- Аналітична доповідь — «UKRAINE. Education for All. 2000. Assessment. National Report». — Ministry of Education of Ukraine, 1990—1999.

#### Монографії
- «Світова вища освіта. Порівняння і визнання закордонних кваліфікацій і дипломів [Архівовано 20 грудня 2016 у Wayback Machine.]» / Монографія. — К.: МАУП-МКА, 1997
- «Освіта, суспільство, людина в XXI столітті: інтегрально-філософський аналіз»: Монографія. — К.–Н.: Вид-во НДПУ ім. М.Гоголя, 2004

#### Статті
- «Система освіти Франції: цілі, структура, досягнення і проблеми» // Вища освіта України. — 2001. — № 2
- «Приватний сектор світової вищої освіти у вирі суперечливих тенденцій» // Вища освіта України. — 2003. — № 1
- «Інтегрований курс „Основи сучасного природознавства“ як засіб формування синергетичного світобачення студентів» // Вища освіта України. — 2003. — № 2
- «Межі використання ідей постмодернізму в реформуванні освіти України» // Вища освіта України. — 2004. — № 4 Усього в цьому виданні, що є органом Інституту вищої освіти НАПН України Корсак К. В. опублікував 56 праць.
- «Форсайт — забуте старе чи винахід XXI ст.?» // Науковий світ. — 2009. — № 8
- «Чи кожна закоханість смертельна?» // Науковий світ. — 2009. — № 10
- «Люди і мамонти. Люди не винні. Мамонти — теж…» // Науковий світ. — 2009. — № 11
- «Жіночі мрії про ідеальних чоловіків здійснені у…» // Науковий світ. — 2010. — № 4
- «Яку науково-технологічну революцію отримає початок XXI століття?» // Науковий світ. — 2010. — № 6
- «Ставлення до геніїв: учора, сьогодні і завтра» // Науковий світ. — 2011. — № 1. Усього за 1998—2011 роки в цьому часописі Корсак К. В. опублікував 113 різноманітних наукових статей.
- «Ноосфера, ноотехнології і вища освіта у XXI ст.» // Вища освіта України. — 2010. — № 3
- «Ноопрогрес людства» // Віче. — 2012. — № 6
- «Іммігрантські бомби: загрози і знешкодження» // Персонал. — 2014. — № 1(163
- «„Українська ідея — XXI“ — духовна основа Вітчизни»// Світогляд. — 2015. — № 2
- «Ноофутурология XXI века: условия спасения популяции Homo Sapiens Sapiens» // RELGA[недоступне посилання з липня 2019] (http://www.relga.ru) [Архівовано 27 листопада 2016 у Wayback Machine.]. — 2015. — № 1 [289]
- «Происхождение надежных знаний человека о себе любимом и мотивах своего поведения» // RELGA ([недоступне посилання з липня 2019]http://www.relga.ru) [Архівовано 20 грудня 2016 у Wayback Machine.]. — 2013. — № 15(271)
- «Средства спасения человечества: мудрость или ноомышление?» // RELGA[недоступне посилання з липня 2019] (http://www.relga.ru) [Архівовано 20 грудня 2016 у Wayback Machine.]. — 2014. — № 5(278)
- «Особенности мозга подростков и персонажей Большой Истории» // RELGA[недоступне посилання з липня 2019] (http://www.relga.ru) [Архівовано 17 лютого 2013 у Wayback Machine.]. — 2014. — № 10(283)
- «Прогноз развития науки и практики образования на ближайшие десятилетия» / RELGA[недоступне посилання з липня 2019] (http://www.relga.ru) [Архівовано 20 грудня 2016 у Wayback Machine.]. — 2015. — № 12 [300]
- «Про перспективи відвернення цивілізаційних колапсів» // Вища школа. — 2015. — № 7-8(133)
- «Потенціал нооісторії у підтримці української національної ідеї — ХХІ» // Практична філософія. — 2016. — № 3 (61)

Газетні публікації:
- «С украинским дипломом — за рубеж (качество нац. дипломов, их мировой рейтинг)» // Зеркало недели. — 1998. — № 46, 14 ноября
- «Так чье же это дело — образование?»// Зеркало недели. — 1999. — № 9, 3 марта
- «Образование: от первичного до пожизненного» // Зеркало недели. — 2002. -№ 32, 24 августаУсього в цьому найвпливовішому тижневику України Корсак К. В. опублікував понад 50 статей.

## Відкриття
1. Відкриття групи ноотехнологій [Архівовано 20 грудня 2016 у Wayback Machine.] (екобезпечних і мудрих виробництв). Заміна сучасних технологій на ноотехнології ліквідує всі загрози для людства і надасть можливість поєднати збільшення його чисельності з підвищенням стандартів життя та усуненням пошкоджень біосфери.
2. Створення і легитимізація (у співавторстві з сином Ю.Корсаком) Нооглоссарію [Архівовано 23 листопада 2016 у Wayback Machine.] — словника з переліком і визначеннями понад 70 нових понять «з 21 століття». Серед них є пропозиція багатьох нових наук і секторів ноознань.
3. Створення нової Української національної ідеї — XXI [Архівовано 14 листопада 2016 у Wayback Machine.] на основі винайдення нооісторії і пропозиції застосування найновіших відкриттів точних наук.
4. Пропозиція нооісторії як нової науки, що спирається на точні ізотопні датування археологічних та інших знахідок і дешифрування ДНК.
5. Пропозиція поняття «Велике Трипілля» як економічної зони, де за 2000 років пращури-трипільці здійснили багато винаходів (протоіндоєвропейську мову й ін.)
6. Інтегральна дисципліна «Нооприродознавство-XXI» для старшої СШ і частини ВНЗ, в якій для майбутніх гуманітаріїв викладено досягнення точних наук і закони появи і розвитку неживої і живої матерії.
7. Ноопедагогіка як засіб виховання і навчання дітей і молоді у XXI столітті
8. Концепція, програми і навчальні посібники для викладання фізики-XXI у майбутній 12-річній середній школі України нооєвропейського зразка.
9. 21.01.2017 створив хмарнотегову (cloudtags) теорію виникнення і поширення більше 400 мов індоєвропейської сім'ї. Ключові слова теорії: нооісторія, Велике Трипілля, хмара тегів. Співавтор по філології XIX-ХХ ст.- к.п.н. Л. М. Ляшенко («Гипотеза феномена происхождения и распространения на планете индоевропейской семьи языков» // RELGA[недоступне посилання з липня 2019] (http://www.relga.ru [Архівовано 6 квітня 2017 у Wayback Machine.]) — 2017- № 3)
10. Разом з Ю. К. Корсаком створив і розповсюджує «хмару ноотегів» — десятки нових термінів з початку XXI століття. Ключові терміни: ноотехнології, ноорозвиток, ноосуспільство, нооекологія та інші. Розпочався процес нооодуховлення людства.

## Відзнаки
Кількість офіційних нагород Корсака К. В. мінімальна:
2007 р. — Почесна Грамота Кабінету Міністрів України;
1989 р. — Знак «Відмінника освіти» від МОН України;
2012 р. — Відомча медаль «Григорій Сковорода» НАПН України